# Rin Tin Tin e il condor
Rin Tin Tin e il condor (The Night Cry) è un film muto del 1926 diretto da Herman C. Raymaker che ha per protagonista il famoso cane Rin Tin Tin.

## Trama
Rin Tin Tin viene ingiustamente accusato dai pastori di essere il colpevole delle stragi di pecore trovate morte nei pascoli. Martin, il suo padrone, lo nasconde per evitare che il cane sia ucciso. Il vero responsabile, in realtà, è un condor gigante che un giorno rapisce anche il bambino di Martin. Rin Tin Tin ingaggerà una feroce lotta con il rapace dalla quale uscirà vincitore.

## Produzione
Il film, prodotto dalla Warner Bros., venne girato nel gennaio 1926.

## Distribuzione
Il copyright del film, richiesto dalla Warner Bros. Pictures, Inc., fu registrato il 4 marzo 1926 con il numero LP22446. Distribuito dalla Warner Bros., il film uscì nelle sale statunitensi il 27 febbraio 1926. Nel Regno Unito, il film fu distribuito dalla Gaumont British Distributors il 3 gennaio 1927. Nello stesso anno, uscì anche in Finlandia (29 maggio) e, con il titolo Rin-Tin-Tin e o Condor, in Portogallo (17 novembre).

La Grapevine Video lo ha pubblicato in DVD.
Copie della pellicola sono conservate negli archivi del George Eastman House di Rochester, della Gosfilmofond di Mosca, della Library of Congress di Washington, dell'UCLA Film and Television Archive di Los Angeles, della Filmoteca Española di Madrid, del National Archives of Canada di Ottawa.